# De groene hel (Storm)
De groene hel is een stripalbum uit 1980 en het vierde deel uit de stripreeks Storm, getekend door Don Lawrence naar een scenario van Dick Matena. 
Het album vormt een drieluik samen met deel 5 (De strijd om de aarde) en 6 (Het geheim van de Nitronstralen). 

## Verhaallijn
Storm en Roodhaar raken elkaar kwijt in een gigantisch oerwoud. Roodhaar wordt gevangengenomen door Toriander, een man die dankzij zijn 'snelle dood' (een energiepistool dat hij wel kan gebruiken maar waar hij zelf verder niets van begrijpt) het voor het zeggen heeft in het stadje Vergeetjezorgen. Hij wil Roodhaar als slaaf gebruiken maar Storm weet haar tijdig te redden en Toriander gevangen te nemen. Op het moment dat Storm hem wil dwingen te vertellen hoe hij aan moderne technologie komt (het pistool en ook een helm) slaat de bliksem in die Toriander doodt en de stad in brand zet. Vervolgens wordt het gebied getroffen door een enorme overstroming. De natuurrampen zijn zijn te toevallig: iets of iemand beheerst de natuur en wil dat het geheim van de technologie bewaard blijft.
Roodhaar en Storm worden gevangengenomen en komen terecht in een futuristische stad bewoond door blauwe humanoiden. Het blijkt dat de aarde lang geleden door een buitenaards ras, de Azuriërs, werd veroverd. Dit ras heeft koloniën over de hele Melkweg gesticht. De Azuriërs hebben alle kennis die ooit door de mens werd vergaard gewist en houden het barbarisme in stand. Toriander was in feite een van de vele spionnen voor de Azuriërs die hen moest waarschuwen voor hogere vormen van organisatie of technische ontwikkeling, zodat dit snel de kop kon worden ingedrukt. Ze beheersen de natuur met technologie en kunnen ook eventueel militaire middelen tegen weerbarstigen inzetten. De Azurische steden zijn goed verborgen en terwijl de mensen zwoegen in barbarij, leven de Azuriërs een prinsheerlijk leventje op aarde. Dit wordt hen uitgelegd door een hooggeplaatste Azuriër, de supervisor, die vervolgens bevel geeft hen beiden te wissen omdat ze te gevaarlijk zijn. Voordat ook de kennis van Storm en Roodhaar wordt gewist, weten ze te ontsnappen. 
Storm is woedend over de buitenaardse overheersing van zijn ras, en zweert de Aarde voor de mensheid te zullen heroveren.